# 경기평택교육도서관
경기평택교육도서관은 대한민국 경기도 평택시에 있는 교육 도서관으로서, 경기중앙교육도서관의 분관이다.

## 연혁
- 1986년 11월 5일 송탄시립도서관 개관
- 1995년 5월 10일 경기도립평택도서관으로 명칭 변경
- 1999년 1월 15일 경기도립중앙도서관 평택분관으로 개편
- 2015년 3월 2일 경기도립중앙도서관 평택분관에서 경기도립 평택도서관으로 명칭 변경

## 이용 안내
이용 시간
휴관일
- 매주 월요일
- 일요일을 제외한 관공서의 공휴일 (단, 공휴일이 일요일인 경우 휴관)
- 도서관 사정상 필요로 한 때